# Xylonaeus filum
Xylonaeus filum är en skalbaggsart som först beskrevs av Sylvain Auguste de Marseul 1860.  Xylonaeus filum ingår i släktet Xylonaeus och familjen stumpbaggar. Inga underarter finns listade i Catalogue of Life.